# Moi et le Che
Pour plus de détails, voir Fiche technique et Distribution.
Moi et le Che est une comédie française réalisée par Patrice Gautier et sortie en 2018.

## Synopsis
Un homme dans l'enseignement supérieur à l'aube de la retraite se souvient de sa jeunesse et se pose des questions. Était-il en Bolivie avec Che Guevara ?

## Fiche technique
- Titre : Moi et le Che
- Réalisation : Patrice Gautier
- Scénario : Patrice Gautier
- Photographie : Christophe Legal
- Montage : Nathalie Triniac
- Costumes : Mélanie Gautier
- Décors : Jean-Luc Gilles
- Musique : Madeleine Marchant
- Producteur : Arnaud Kerneguez
- Production : KapFilms
  - Coproduction : Chris & Go
- Distribution : Kanibal Films Distribution
- Pays d’origine :  France
- Genre : comédie
- Durée : 90 minutes
- Date de sortie :
  - France : 11 juillet 2018

## Distribution
- Patrick Chesnais : GO
- Fanny Cottençon : Ingrid
- Laurent Bateau : L'amant d'Ingrid
- Michel Aumont : Victor Bray
- Didier Flamand : Le camarade de lutte de GO
- Philippe Caroit : L'éditeur
- Florence Thomassin : La femme de la boîte aux lettres
- Mata Gabin : La patronne du bar
- Philippe Nahon : Le photographe
- Mohamed Fellag : Le journaliste
- Yannick Soulier : L'ex étudiant
- Pierre-Olivier Scotto : Le facteur
- Boris Bergman : Le russe

## Accueil critique
- Nicolas Didier (telerama.fr) note que « le réalisateur, habitué aux normes de la télévision – il y a fait l’essentiel de sa carrière –, profite de l’occasion pour se libérer des dogmes scénaristiques. Son film repose sur une succession de saynètes foutraques et une narration distanciée »[1]
- « On est heureux d’avoir retrouvé Patrice Gautier. Sa petite musique n’a pas tellement changé, celle qu’on percevait en filigrane de L’Amour ou presque (1985), celle du fil de la vie. Absurde » (Anne Vignaux-Laurent, sur jeunecinema.fr, 11 juillet 2018 )